# Tønder Seminarium
Tønder Seminarium var indtil 1989 et lærerseminarium.
Seminariet blev oprettet i 1788, efter at provst Balthasar Petersen (1703-1787) fra omkr. 1753 havde drevet et skolemesterinstitut i sit hjem.[kilde mangler]
Seminariet var dermed det første i Norden. Fra 1829 statsanstalt, 1848-64 dansksproget seminarium og 1864-84 tvesproget.[kilde mangler] Efter overførelsen af den dansksprogede afdeling til Haderslev var seminariet 1884-1920 en ren preussisk lærerskole.[kilde mangler]
Den nuværende bygning på Østergade 65A i Tønder blev bygget i 1905, og var fra Genforeningen i 1920 et dansk statsseminarium. I 1989 blev institutionen sammenlagt med Haderslev Statsseminarium og overflyttet dertil, mens bygningen i Tønder siden er brugt til forskellige formål. Kommunen satte den til salg i 2024.

## Forstandere
- -1858 professor Bahnsen
- 1858-1864 professor Kühnel[3]
- L.H.A. Carstens[4]
- Munther
- -1891 Heinrich Rickmers
- 1920-1937 Emil Albeck (1870-1937)
- 1937-1947 Morten Bredsdorff[5]

## Kendte lærere dimitteret fra Tønder Seminarium
- 1835 Hans Schneekloth (1812-1882)
- 1952 Sigfred Andresen (1925-1993)
- 1952 Karl Andresen (1926-2004)
- 1959 Holger Henriksen (født 1931)
- 1966 Dieter Paul Küssner (født 1941)